# 203 Pompeja
203 Pompeja este un asteroid din centura principală, descoperit pe 25 septembrie 1879, de Christian Peters.